# Deining

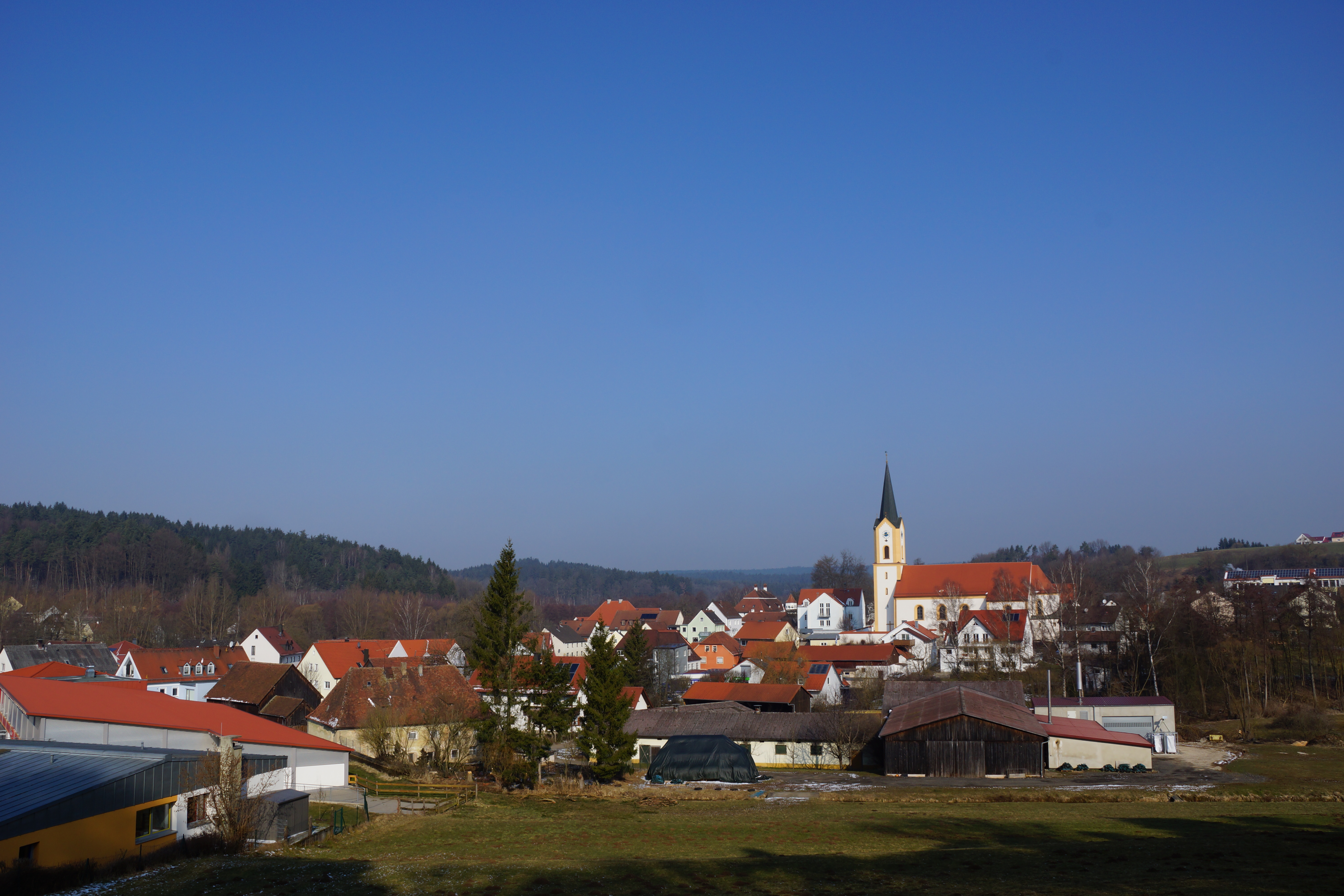
Ortsansicht von Deining

Deining ist eine Gemeinde im Landkreis Neumarkt in der Oberpfalz.

## Geografie
Die Gemeinde liegt etwa acht Kilometer südöstlich von Neumarkt, im Tal der Weißen Laber.

### Nachbargemeinden
Die Nachbargemeinden (im Uhrzeigersinn) sind: Velburg, Seubersdorf in der Oberpfalz, Berching, Mühlhausen, Sengenthal und Neumarkt in der Oberpfalz.
| Neumarkt in der Oberpfalz 9 km |                                             | Velburg 9 km                       |
| Sengenthal 6 km                | Kompassrose, die auf Nachbargemeinden zeigt |                                    |
| Mühlhausen 9 km                | Berching 15 km                              | Seubersdorf in der Oberpfalz 10 km |

### Gemeindegliederung
Es gibt 31 Gemeindeteile (in Klammern ist der Siedlungstyp angegeben):
- Arzthofen (Dorf)
- Bäckermühle (Einöde)
- Büglmühle (Einöde)
- Deining (Pfarrdorf)
- Deining-Bahnhof (Siedlung)
- Döllwang (Pfarrdorf)
- Graßahof (Einöde)
- Großalfalterbach (Pfarrdorf)
- Hacklsberg (Siedlung)
- Kleinalfalterbach (Kirchdorf)
- Körndlhof (Weiler)
- Kreismühle (Einöde)
- Labermühle (Weiler)
- Lengenbach (Einöde)
- Leutenbach (Kirchdorf)
- Mittersthal (Kirchdorf)
- Oberbuchfeld (Kirchdorf)
- Pirkach (Kirchdorf)
- Roßamühle (Einöde)
- Rothenfels (Dorf)
- Sallmannsdorf (Einöde)
- Siegenhofen (Kirchdorf)
- Siegenhofermühle (Einöde)
- Sippelmühle (Einöde)
- Sternberg (Weiler)
- Straußmühle (Einöde)
- Tauernfeld (Kirchdorf)
- Thannbügl (Einöde)
- Unterbuchfeld (Kirchdorf)
- Waltersberg (Pfarrdorf)
- Waltershof (Weiler)

### Gemeindetyp
Mit 31 Gemeindeteilen und knapp 72 km² Gemeindegebiet weist die Gemeinde Deining die typischen Merkmale einer ländlichen Flächengemeinde auf.

## Geschichte
Zwischen 1057 und 1075 weihte der Eichstätter Bischof Gundekar II. laut seinem Pontifikale Gundekarianum in Deining eine Kirche. Eine erneute Kirchenweihe erfolgte unter Bischof Otto von Eichstätt zwischen 1184 und 1192. Die erste gesicherte Erwähnung des Ortes fand 1183–1195 unter dem Namen Tyingen statt. In der Folgezeit wurde der Ort als Teing (1326), Teining (1387), Teyningen (1438), Teinning (1441), Teyning (1452) und 1501 schließlich in der heute gültigen Schreibweise bezeichnet.

Im Jahre 1278 hatte Gottfried von Heideck Besitz in Deining. Die Freiherren von Löwenthal besaßen hier ab 1692 eine offene Hofmark und hinterließen in der Kirche das Grabmal des jung verstorbenen Offiziers Johannes Andreas Felix (gest. 1745) und seiner Witwe Maria Theresia Wanner, gest. 1763. 

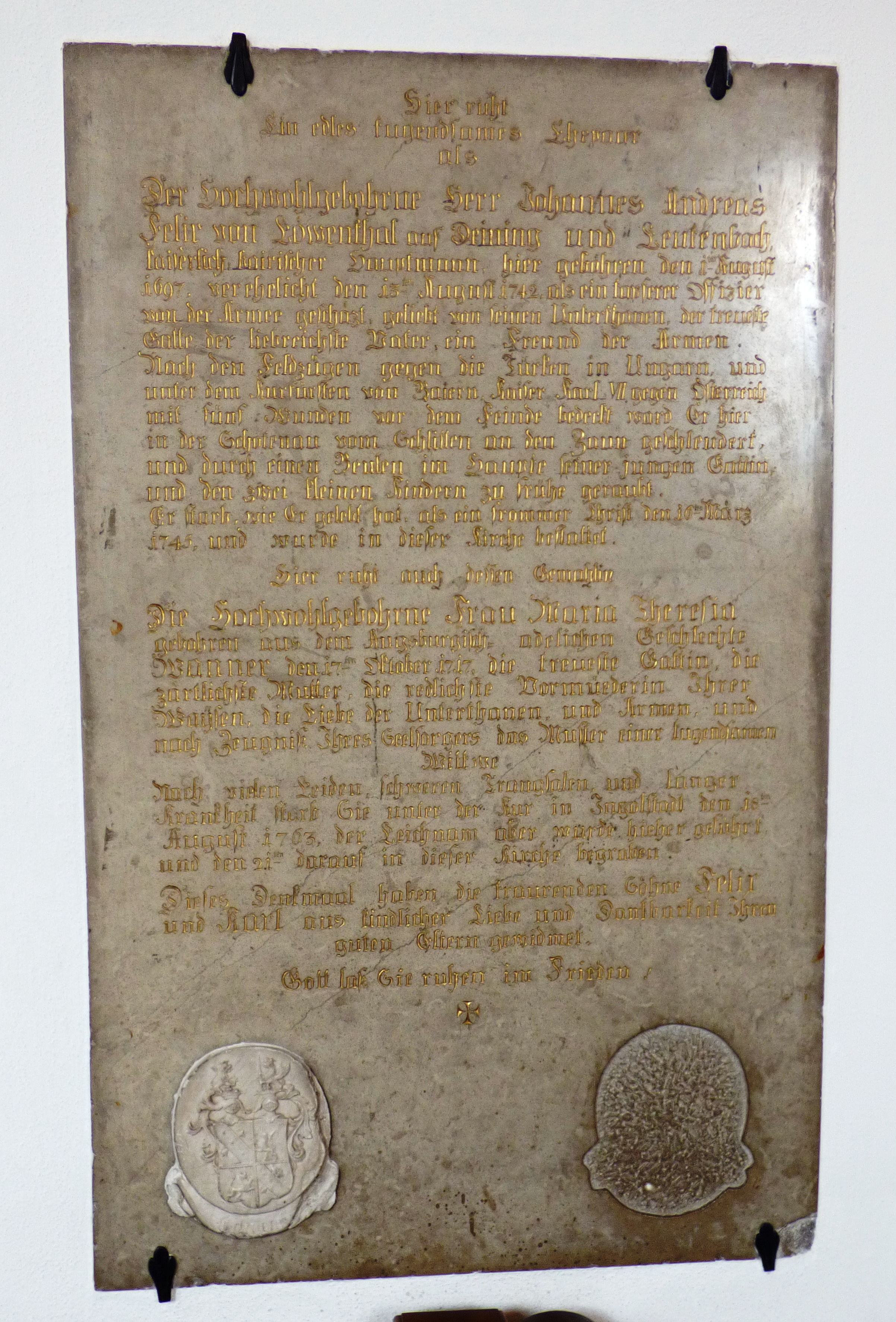
Grabplatte des Hauptmannes Johannes Andreas Felix von Löwenthal auf Deining und Leutenbach und seiner Frau Maria Theresia Wanner

 Der Nachkomme Johann Nepomuk von Löwenthal wurde durch seine Forschungen zur Geschichte des Schultheißenamtes Neumarkt 1805 bekannt.
Zuvor saßen auf der Burg bzw. dem Schloss von Deining (seit dem 17. Jahrhundert ein einfacher zweigeschossiger Bau mit einem kleinen Turm auf der Ostseite) 1345 Hartung Schweppermann, im 15. und 16. Jahrhundert die Itlhofer und nach ihnen weitere Adelsfamilien. Im Jahre 1844 ging der Besitz an den Freiherrn von Gumppenberg-Oberbrennberg, später an die Familie von Gumppenberg über. Sie erbauten sich vor der Kirche eine Grablege.

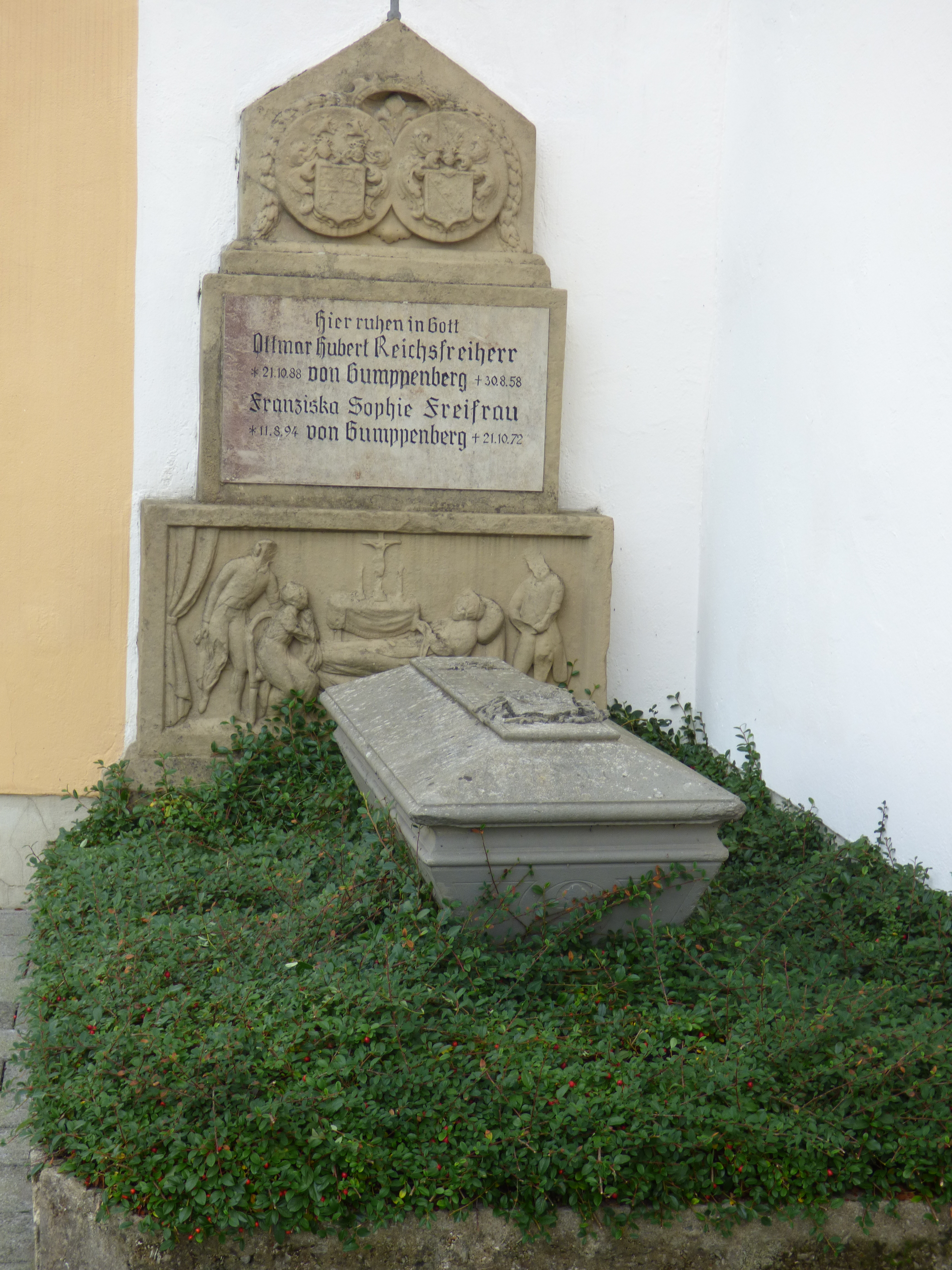
Grabanlage der Freiherren von Gumppenberg

Von 1542 bis zur Gegenreformation im Jahr 1625 war die Pfarrei Deining protestantisch; in dieser Zeit (1602 genannt) entstand eine erste Schule, die dem Dreißigjährigen Krieg zum Opfer fiel und 1657 wiedererrichtet wurde. 1670 brannte die Pfarrkirche ab und wurde wieder erbaut. Sie war 1675 erneut zerstört.
Im Jahre 1734 wurde die heutige Kirche nach Plänen des Amberger Baumeisters Johann Georg Diller neu gebaut; 1749 war die Stuckierung vollendet. Nach weiteren Baumaßnahmen an der Kirche wurde sie 1781 erneut konsekriert. Im Jahre 1796 unterlag in der Schlacht von Deining die Armee der französischen Republik unter General Jean-Baptiste de Jourdan der kaiserlich österreichischen Armee unter Erzherzog Karl.
Deining spielte im 17. und 18. Jahrhundert als Poststation eine wichtige Rolle. Ungefähr in der Mitte zwischen Nürnberg und Regensburg gelegen, legten die kaiserlichen Postwagen in der Regel eine längere Pause ein. An der Reichsposthalterei wechselten die Postillione ihre Pferde. So stieg zum Beispiel 1745 Kaiserin Maria Theresia auf dem Weg von Wien zur Kaiserkrönung ihres Gemahls in Frankfurt in der „Alten Post“ ab, um sich zu erfrischen.
Deining gehörte zum Rentamt Amberg und ab 1806 zum Landgericht Neumarkt des Königreichs Bayern. Im Zuge der Verwaltungsreformen in Bayern entstand mit dem Gemeindeedikt von 1818 die Gemeinde, die bis zur Gebietsreform in Bayern aus dem Pfarrort Deining selber und den drei Mühlen Büglmühle, Roßamühle und Straußmühle bestand.

### Eingemeindungen
Am 1. Januar 1976 wurde die Gemeinde Oberbuchfeld eingegliedert. Am 1. Juli 1976 kam Kleinalfalterbach hinzu. Döllwang, Großalfalterbach, Leutenbach, Mittersthal, Unterbuchfeld und Waltersberg folgten am 1. Mai 1978.

### Einwohnerentwicklung des Ortes Deining
- 1830: 0384 (Pfarrdorf mit 62 Häusern, der Büglmühle, mit Bierbrauerei, Stationspost, Rentenverwaltung und einem Schloss derer von Löwenthal)[13]
- 1871: 0639 (153 Gebäude) (Großviehbestand: 33 Pferde, 185 Stück Rindvieh) (die vorübergehend hohe Einwohnerzahl berücksichtigt auch die Zahl der Arbeiter beim Bahnbau in den 1870er Jahren)[14]
- 1900: 0442 (80 Wohngebäude)[15]
- 1925: 0479 (86 Wohngebäude)[16]
- 1950: 0763 (108 Wohngebäude)[17]
- 1961: 0819 (140 Wohngebäude)[11]
- 1987: 0849 (214 Wohngebäude, 257 Wohnungen)[18]
- 2017: 1810[19]

### Einwohnerzahlen der Gemeinde Deining
(Bis zur Gebietsreform das Pfarrdorf mit drei Mühlen; danach 31 amtlich benannte Ortsteile)
- 1871: 0671 (609 Katholiken, 62 Protestanten) (169 Gebäude, 74 Wohngebäude) (Viehbestand: 40 Pferde, 205 Stück Rindvieh, 185 Schafe, 193 Schweine, 20 Ziegen) (vorübergehend hohe Einwohnerzahl wegen der Zahl der Arbeiter beim Bau der Eisenbahnstrecke Neumarkt–Regensburg)[14]
- 1900: 0466 (465 Katholiken, ein Protestant) (84 Wohngebäude) (Viehbestand: 33 Pferde, 251 Stück Rindvieh, 149 Schafe, 317 Schweine, 21 Ziegen)[15]
- 1925: 0504 (491 Katholiken, zwölf Protestanten, ein sonstiger Einwohner) (89 Wohngebäude)[16]
- 1937: 0613 (605 Katholiken, acht Protestanten)[20]
- 1950: 0784 (111 Wohngebäude)[17]
- 1961: 0843 (144 Wohngebäude)[11]
- 1987: 3360 (856 Wohngebäude, 991 Wohnungen)[18]
- 2005: 4195
- 2010: 4305
- 2015: 4506
- 2020: 5027

## Politik

### Kommunalwahlen 2020
Bürgermeisterwahl 2020:
- Peter Meier (CSU): 1505 (53,44 %)
- Gabriele Feierler-Egner (SPD): 914 (32,45 %)
- Arkadiusz Penkala (FW): 397 (14,09 %)

Peter Meier wurde damit neu in das Amt des Ersten Bürgermeisters gewählt. Sein Vorgänger war Alois Scherer (CSU/Bürger für Deining), im Amt vom 1. Mai 1996 bis 30. April 2020.
Gemeinderat 2020–2026:
- CSU: 6 Sitze
- SPD: 5 Sitze
- Freie Wähler: 3 Sitze
- Bürgerliste L(i)ebenswertes Deining: 2 Sitze

Weiteres Mitglied und Vorsitzender ist der erste Bürgermeister.

### Wappen
| | Blasonierung: „Geteilt von Rot und Gold, oben ein mit blauem Wolkenfeh belegter silberner Schragen, unten drei schrägbalkenweise gestellte, sechsstrahlige blaue Sterne.“ |
| Wappenbegründung: Das Wappen kombiniert Elemente aus den Familienwappen von Adelsgeschlechtern, die in der Geschichte der Gemeinde von Bedeutung waren. Das mit sog. Wolkenfeh belegte Andreaskreuz ist vom Wappen der Schweppermann hergeleitet, die im 14. Jahrhundert ihren Sitz in Deining hatten. Die drei Sterne stammen aus dem Wappen der Freiherren von Löwenthal, die das Gut Deining 1692 erwarben und zu neuer Blüte brachten; der letzte Inhaber aus dieser Familie, Johann Nepomuk von Löwenthal, verstarb 1828. Dieses Wappen wird seit 1974 geführt. | |

## Kultur und Sehenswürdigkeiten

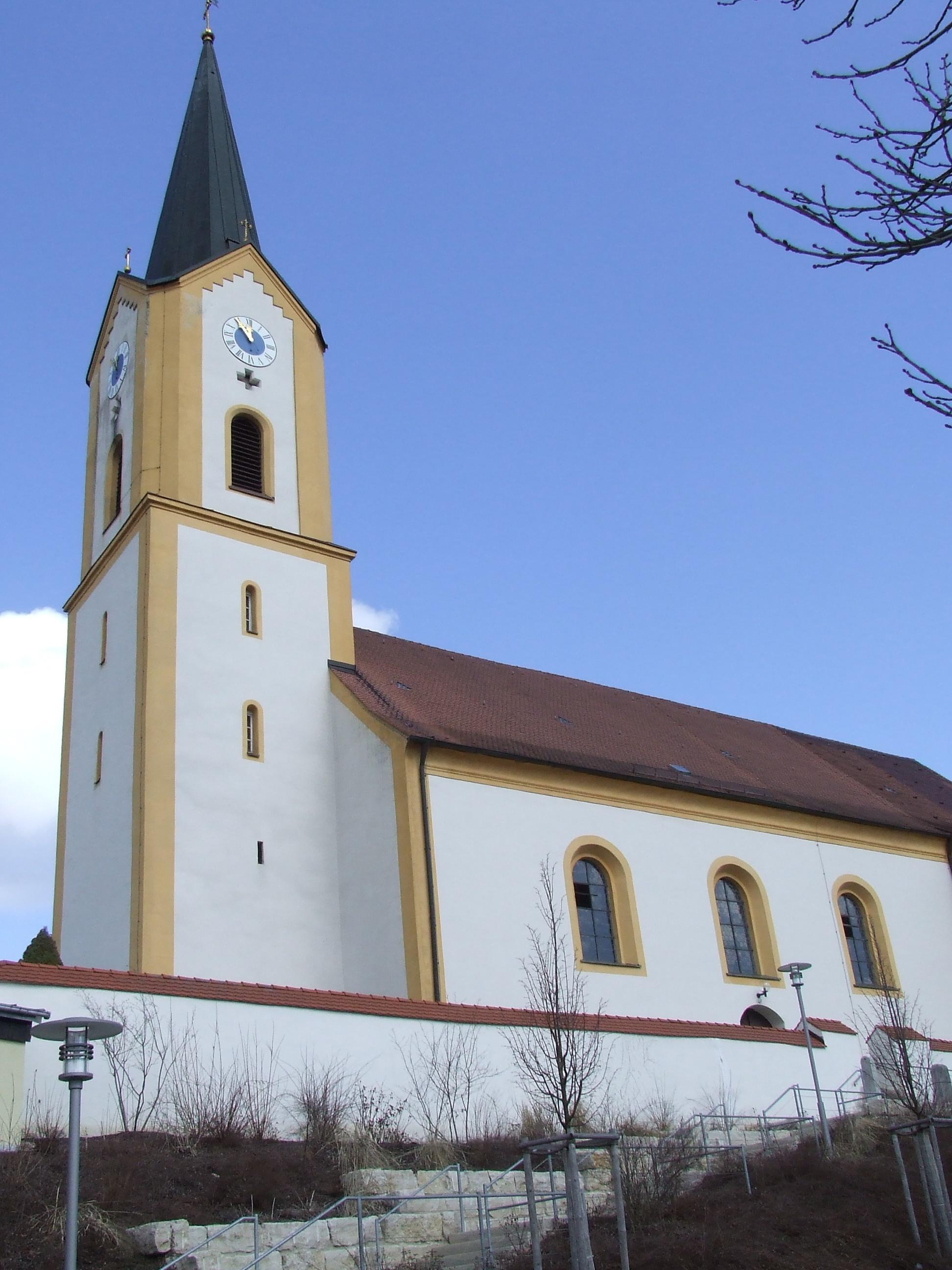
Kirche St. Willibald von Süden

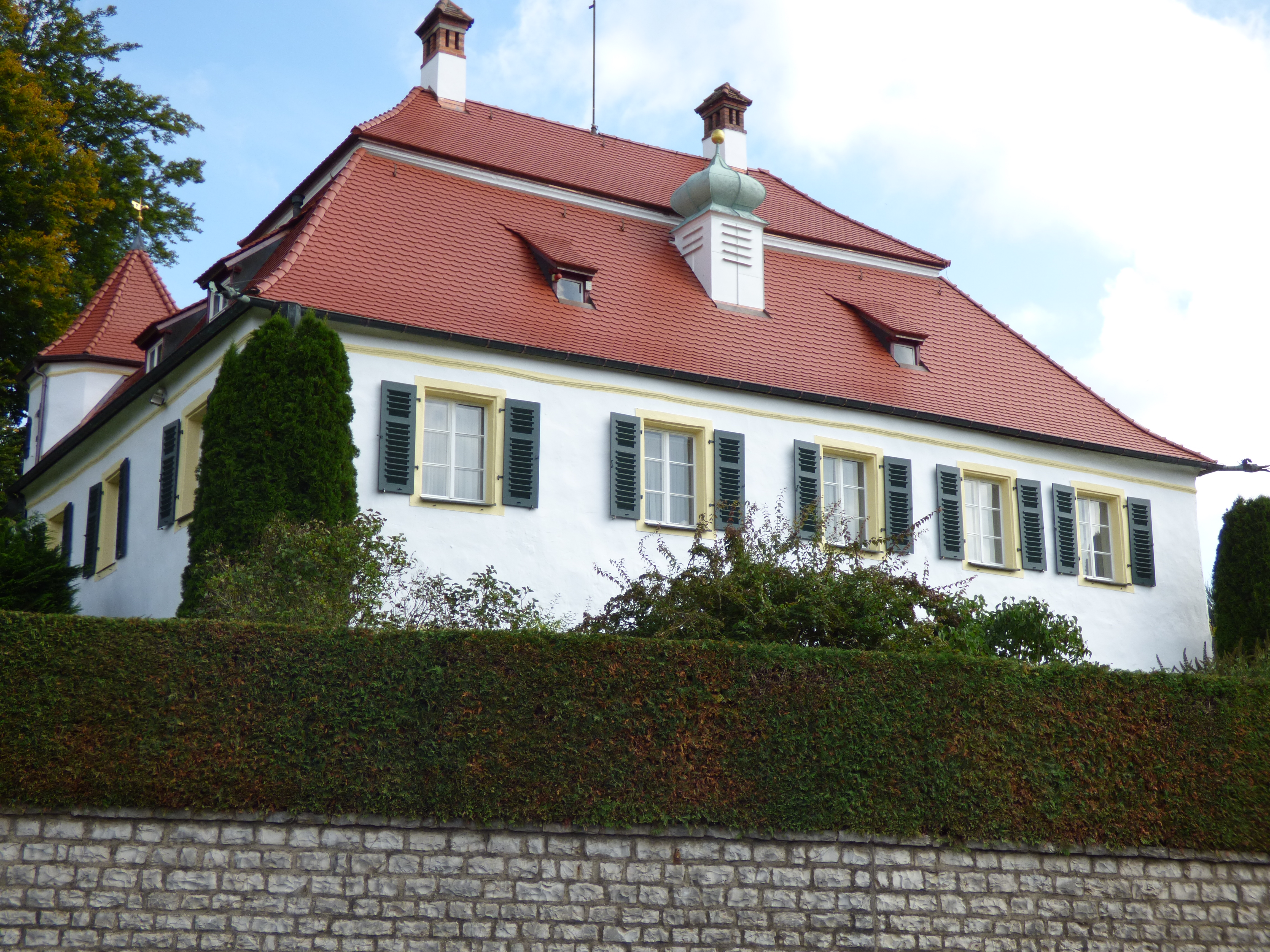
Schloss Deining

### Bau- und Bodendenkmäler
- Pfarrkirche St. Willibald in Deining
- Schloss Deining
- St. Alban-Kirche in Döllwang
- Eisenbahnbrücke über die Weiße Laber bei Deining-Bahnhof
- Burgstall Alte Burg (Deining)

### Naturschutzgebiete
- Das Tal der Weißen Laaber bei Deining
- Die Weiße Laaber bei Waltersberg

## Wirtschaft und Infrastruktur

### Verkehr
Durch Deining verläuft die Staatsstraße 2660 von Regensburg nach Neumarkt, sie kreuzt sich hier mit der Staatsstraße 2220 von Freystadt nach Velburg. Die Bundesautobahn 3 verläuft östlich der Gemeinde; im Velburger Gemeindeteil Lengenfeld liegt die Ausfahrt Velburg.
Im Gemeindeteil Deining-Bahnhof (rund drei Kilometer Luftlinie) befindet sich der Haltepunkt Deining (Oberpfalz) an der Bahnstrecke Nürnberg–Regensburg. Regionalbahnen von agilis verkehren von hier im Stundentakt Richtung Neumarkt, Regensburg Hbf und Plattling. Der OVF betreibt mehrere Buslinien nach Neumarkt, Velburg und Seubersdorf. Das gesamte Gemeindegebiet gehört zum Verkehrsverbund Großraum Nürnberg, die Bahnstrecke in Richtung Regensburg außerdem zum Regensburger Verkehrsverbund.

## Persönlichkeiten
- Georg Lang (1840–1900), Kirchenmaler